# 三重県道203号尾鷲港尾鷲停車場線
三重県道203号尾鷲港尾鷲停車場線（みえけんどう203ごう おわせこうおわせていしゃじょうせん）は、三重県尾鷲市を通る一般県道である。

## 概要
尾鷲市港町から尾鷲市中村町に至る。その名の通り、尾鷲港とJR東海紀勢本線 尾鷲駅を結ぶ路線である。
尾鷲市街地のメインストリートである。

### 路線データ
- 起点：尾鷲市港町（尾鷲港）
- 終点：尾鷲市中村町（JR東海紀勢本線 尾鷲駅）
- 総延長：997 m

## 歴史
- 1959年（昭和34年）1月25日 - 路線認定[1]。

## 路線状況

### 通称
- 紀望通り

### 交通量
平日12時間交通量
| 地点         | 交通量  |
| ------------ | ------- |
| 尾鷲市中村町 | 6,468台 |

## 地理

### 通過する自治体
- 三重県
  - 尾鷲市

### 交差する道路
| 交差する道路              | 交差する場所 |
| ------------------------- | ------------ |
| 三重県道778号中井浦九鬼線 | 港町         |

### 沿線
- 尾鷲港
  - 尾鷲漁業協同組合
  - 尾鷲魚市場
- 紀北信用金庫
  - 中井支店
  - 本店
- NTT西日本尾鷲ビル
- 尾鷲市立尾鷲小学校
- JR東海紀勢本線 尾鷲駅